# Émile Sauret

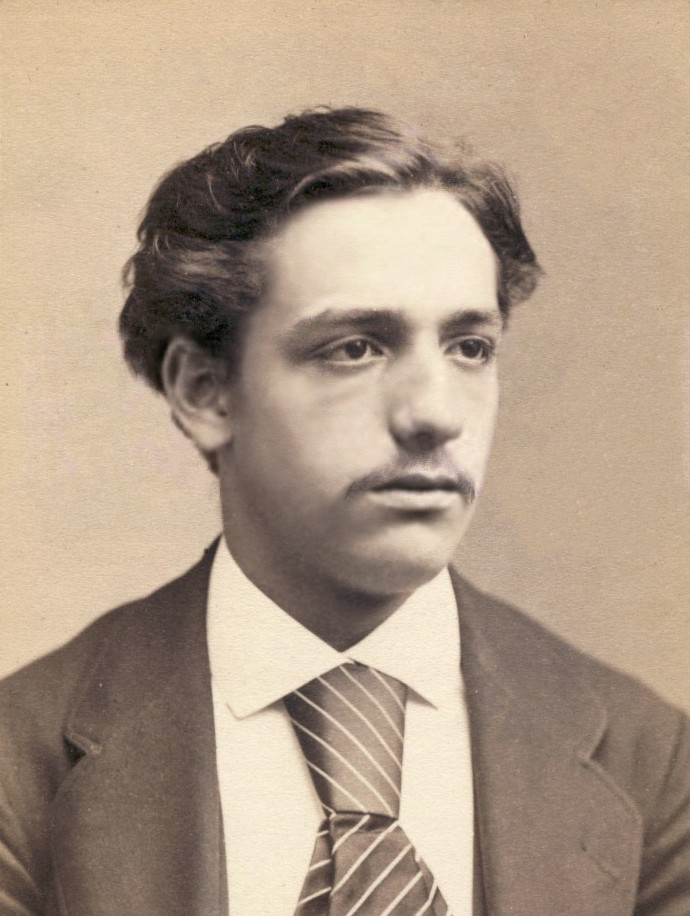
Émile Sauret, 1875

Émile Sauret (* 22. Mai 1852 in Dun-le-Roi, Frankreich; † 12. Februar 1920 in London, England) war ein französischer Violinist, Musikpädagoge und Komponist der Romantik.

## Leben
Émile Sauret studierte ab seinem sechsten Lebensjahr am Straßburger Konservatorium. In Paris war er Schüler von  Charles de Bériot und Henri Vieuxtemps. Bereits ab seinem achten Lebensjahr bereiste er als Violinvirtuose Frankreich, Italien, Österreich, England und Deutschland. Ab 1870 studierte er Komposition am Leipziger Konservatorium bei Salomon Jadassohn und schloss viele Freundschaften, darunter mit Fritz Steinbach und mit Richard Sahla und bereiste danach Nordeuropa. 1872 unternahm er seine erste Konzertreise in die Vereinigten Staaten von Amerika.
Von 1873 bis 1875 war er mit der venezolanischen Pianistin und Komponistin Teresa Carreño verheiratet. Mehrere Jahre unterrichtete er in Berlin an der von Theodor Kullak gegründeten Neue Akademie der Tonkunst. 1890 berief man ihn als Nachfolger seines verstorbenen Landsmannes Prosper Sainton an die Royal Academy of Music in London. Von 1903 bis 1906 war er Dozent am „Chicago Musical College“, dann in Genf, bis er schließlich nach London übersiedelte. Zu seinen Schülern gehörten u. a. Tor Aulin, Jan Hambourg, William Henry Reed, Marjorie Hayward, Florizel von Reuter und  John Waterhouse.
Émile Sauret spielte eine Violine von Guarneri del Gesù aus dem Jahr 1744, die seither den Beinamen „Sauret“ trägt und seit 1986 von dem Geiger Itzhak Perlman gespielt wird.

## Bewertung
Emile Sauret war ein begnadeter Violinist und schrieb neben zwei Violinkonzerten  eine Serenade für Violine und Orchester, eine Ballade, ein Scherzo, eine Barkarole und  mehr als 100 weitere Werke für sein Instrument. Warum er nach seinem Tod im Jahr 1920  schnell  in Vergessenheit geriet und seither nur als Komponist jener berühmten Kadenz zu Paganinis Violinkonzert Nr. 1 in Gebrauch blieb, ist  aufgrund der hohen Qualität seiner Musik rätselhaft. Einer der Gründe dürften die exzessiven Schwierigkeiten sein, die er dem Spieler seiner Werke aufbürdete. Seit Beginn des 21. Jahrhunderts haben sich mehrere Geiger seiner Kompositionen wieder angenommen.

## Werke (Auswahl)
- Op. 3 Caprice de Concert
- Op. 6 3 Morceaux de salon für Violine und Klavier
- Op. 9 Scherzo fantastique
- Op. 11 Souvenir de Los Angeles
- Op. 13 2 Impromptus für Violine und Klavier
- Op. 24 20 Grandes Études (1884)
- Op. 26 Violinkonzert g-moll
- Op. 27 Fantaisie brillante sur des airs espagnols
- Op. 28 Feuillet d'Album
- Op. 32 Rhapsodie russe
- Op. 33 Danse polonais
- Op. 36 Gradus ad Parnassum (1894)
- Op. 38 12 Études artistiques
- Op. 43 6 Morceaux de salon
- Op. 50 Scènes villageoises
- Op. 52 Capriccio h-moll
- Op. 57 Introduction et Valse de Concert (1898)
- Op. 59 Rhapsodie suédoise
- Op. 64 24 Études Caprices (1902–03)
- Op. 65 Souvenir de Hongrie. Andante et Caprice hongrois
- Op. 66 3 Morceaux de salon
- Op. 67 Andante et Caprice de Concert
- Op. 68 Suite pour Violon seul (1907). Jul. Heinr. Zimmermann, Leipzig [ca. 1908]
- Op. 69 Chanson sans paroles et Mazurka

- Sonate A-Dur  von César Franck für Violine und Klavier (arr.É. Sauret) ISMN M-001-03262-9
- Kadenz zum 1. Violinkonzert D-Dur op. 6, von Nicolò Paganini
- Kadenz zum 4. Violinkonzert D-Dur KV 218 von Mozart
- Kadenz zur Teufelstriller-Sonate von Tartini